# Daegu International Airport
Daegu International Airport är en flygplats i Sydkorea. Den ligger i den sydöstra delen av landet, 240 km sydost om huvudstaden Seoul. Daegu International Airport ligger 35 meter över havet.
Terrängen runt Daegu International Airport är kuperad åt nordost, men åt sydväst är den platt. Runt Daegu International Airport är det tätbefolkat, med 819 invånare per kvadratkilometer. Närmaste större samhälle är Daegu, 6,6 km väster om Daegu International Airport. Runt Daegu International Airport är det i huvudsak tätbebyggt.